# Mirax Plaza
Mirax Plaza – kompleks w Moskwie, wybudowany przez spółkę deweloperską Mirax Group. Kompleks składa się z dwóch wież mających odpowiednio 41 i 47 kondygnacji oraz o wysokości odpowiednio 168 i 192,5 metrów. Budowa kompleksu Mirax Plaza oficjalnie rozpoczęła się 25 grudnia 2006 roku. Mirax Plaza składa się z w głównej mierze z luksusowych mieszkań, sklepów, restauracji oraz powierzchni biurowych, których powierzchnia wynosi około 368 000 m². Koszt projektu szacowany był na ponad 660 mln dolarów.